# Cục Cảnh sát điều tra tội phạm về tham nhũng, kinh tế, buôn lậu
Cục Cảnh sát điều tra tội phạm về tham nhũng, kinh tế, buôn lậu (C03) trực thuộc Bộ Công an (Việt Nam) có chức năng tham mưu giúp Thủ trưởng Cơ quan Cảnh sát điều tra Bộ Công an chỉ đạo, hướng dẫn lực lượng Cảnh sát điều tra tội phạm về kinh tế, tham nhũng, buôn lậu trong cả nước tiến hành các biện pháp phòng ngừa, phát hiện, điều tra, xử lý các loại tội phạm về kinh tế, tham nhũng, buôn lậu; trực tiếp điều tra các vụ án về kinh tế, tham nhũng, buôn lậu theo quy định của pháp luật và của Bộ trưởng Bộ Công an.

## Quá trình phát triển
Ngày 24 tháng 4 năm 2015, Bộ Công an công bố quyết định thành lập Cục Cảnh sát điều tra tội phạm về kinh tế và tham nhũng trên cơ sở hợp nhất "Cục Cảnh sát điều tra tội phạm về trật tự quản lý kinh tế và chức vụ" (C46) với "Cục Cảnh sát điều tra tội phạm về tham nhũng" (C48).
Ngày 10 tháng 6 năm 2015, quyết định thành lập Cục Cảnh sát phòng chống tội phạm về buôn lậu thuộc Tổng cục Cảnh sát của Bộ trưởng Bộ Công an Trần Đại Quang được công bố. Đại tá Ngô Kiên, Phó Chánh Văn phòng, Cơ quan Cảnh sát điều tra, Bộ Công an được bổ nhiệm giữ chức Cục trưởng Cục Cảnh sát Phòng, chống tội phạm buôn lậu.
Tháng 8 năm 2018, thực hiện Nghị quyết 22 của Bộ Chính trị, Nghị quyết 01 và Đề án 106 của Đảng ủy Công an Trung ương về sắp xếp tinh gọn bộ máy theo mô hình tổ chức mới, theo Nghị định 01/NĐ-CP có hiệu lực từ ngày 6/8/2018 của Thủ tướng Chính phủ, Cục Cảnh sát điều tra tội phạm về tham nhũng, kinh tế, buôn lậu được thành lập trên cơ sở sáp nhập Cục Cảnh sát điều tra về tội phạm kinh tế, tham nhũng với Cục Cảnh sát chống buôn lậu, trực thuộc Bộ Công an.

## Tổ chức
- Phòng Tham mưu (Phòng 1)[7]
- Phòng 5[8]
- Phòng 6[9]
- Phòng 7[10]
- Phòng 8[11]
- Phòng Phòng ngừa, điều tra án kinh tế, tham nhũng, buôn lậu trong lĩnh vực công nghiệp, thương mại
- Phòng Phòng ngừa đấu tranh chống tội phạm về buôn lậu, sản xuất, buôn bán hàng giả, xâm phạm sở hữu trí tuệ[12]
- Phòng Phòng ngừa, đấu tranh án kinh tế, tham nhũng trong lĩnh vực văn hóa, y tế, giáo dục, khoa học và công nghệ, thông tin và truyền thông[12]
- Phòng Hướng dẫn điều tra tội phạm về kinh tế, môi trường[13]

## Khen thưởng
- Huân chương Lao động hạng Ba [14]
- Cờ thi đua của Chính phủ
- Huân chương Quân công hạng Nhất [15]
- Anh hùng Lực lượng vũ trang nhân dân [15]

## Những vụ án lớn đã tham gia
- Vụ vi phạm pháp luật trong việc sản xuất, kinh doanh bộ trang thiết bị y tế kit test COVID-19 xảy ra tại Công ty cổ phần công nghệ Việt Á và các đơn vị, địa phương có liên quan[16]
- Vụ án xảy ra tại Tổng Công ty Sản xuất - xuất nhập khẩu Bình Dương[17]
- Vụ án xảy ra tại Tổng Công ty viễn thông Mobifone và các đơn vị có liên quan[18]
- Vụ án xảy ra tại Công ty Nhật Cường Mobile
- Vụ cố ý làm trái quy định của Nhà nước về quản lý kinh tế gây hậu quả nghiêm trọng liên quan đến cựu Ủy viên Bộ Chính trị Đinh La Thăng
- Vụ án xảy ra tại Công ty cổ phần Tập đoàn Yên Khánh, Thành phố Hồ Chí Minh
- Vụ án xảy ra tại Công ty ALCII, Bảo hiểm xã hội Việt Nam
- Vụ án Trịnh Xuân Thanh
- Vụ án Châu Thị Thu Nga
- Vụ án Huỳnh Thị Huyền Như
- Vụ án Nguyễn Đức Kiên
- Vụ án Phạm Công Danh
- Vụ án Hà Văn Thắm
- Vụ án Lã Thị Kim Oanh[19]
- Vụ án Trương My Lan[20]

## Lãnh đạo hiện nay
- Cục trưởng: Thiếu tướng Nguyễn Quang Phương[21]
- Phó Cục trưởng:

1. Thiếu tướng Nguyễn Văn Thành
2. Thiếu tướng Nguyễn Mạnh Hùng[22]
3. Đại tá Đào Hồng Sơn
4. Đại tá Nguyễn Hữu Sơn
5. Đại tá Đặng Xuân Quỳnh
6. Thượng tá Vũ Thanh Tùng

## Cục trưởng qua các thời kỳ
| Tên                        | Nhậm chức        | Rời chức         | Cấp bậc | Ghi chú                                                                                    |
| -------------------------- | ---------------- | ---------------- | ------- | ------------------------------------------------------------------------------------------ |
| Nguyễn Duy Ngọc (1964)     | Tháng 8 năm 2018 | Tháng 9 năm 2019 |         | hiện là Uỷ viên Bộ Chính trị, Bí thư Trung ương Đảng, Chủ nhiệm Uỷ ban Kiểm tra Trung ương |
| Nguyễn Văn Long (1974)     | Tháng 9 năm 2019 | Tháng 2 năm 2022 |         | hiện là Thứ trưởng Bộ Công an                                                              |
| Nguyễn Ngọc Lâm (1973)     | Tháng 3 năm 2022 | Tháng 7 năm 2024 |         | hiện là Thứ trưởng Bộ Công an                                                              |
| Nguyễn Quang Phương (1976) | Tháng 8 năm 2024 | Đương chức       |         | nguyên Phó Cục trưởng Cục C03                                                              |

## Phó Cục trưởng qua các thời kỳ
- Đại tá Lê Hồng Nam, từ 8.2018–12.2018, hiện là Trung tướng, Giám đốc Công an Thành phố Hồ Chí Minh[25][26][27]
- Đại tá Nguyễn Trọng Long
- Đại tá Bùi Văn Hà
- Đại tá Giang Văn Chiến
- Đại tá Nguyễn Minh Tiến
- Phó Giáo sư, Tiến sỹ, Đại tá Hoàng Văn Trực[28]
- Trung tá Trần Viết Phương, hiện là Thượng tá, Phó Giám đốc Công an tỉnh Lào Cai[29][30]
- Đại tá Trần Thanh Hiển, đến 12.2019, hiện là Phó Giám đốc Công an tỉnh Bà Rịa - Vũng Tàu[31]
- Thượng tá Trần Văn Phúc, đến 9.2021, hiện là Giám đốc Công an tỉnh Quảng Ninh[32]
- Đại tá Vũ Như Hà, đến 5.2024, hiện là Giám đốc Công an tỉnh Lạng Sơn[33]
- Đại tá Nguyễn Trọng Nghĩa, hiện là Thiếu tướng, Phó Cục trưởng Cục Hồ sơ nghiệp vụ, Bộ Công an[34][35]
- Đại tá Nguyễn Mạnh Hùng (sinh năm 1969), từ 5.2021–nay, nguyên Phó Giám đốc Công an tỉnh Nghệ An[36]
- Thiếu tướng Nguyễn Văn Thành[37]
- Thiếu tướng Nguyễn Đức Hiển, nguyên Phó Giám đốc Công an tỉnh Hải Dương, nguyên Phó Cục trưởng Cục Cảnh sát điều tra tội phạm về kinh tế, tham nhũng (C46)[38][39]
- Thiếu tướng Nguyễn Văn Minh[40]
- Đại tá Nguyễn Quang Phương, nguyên Phó Giám đốc Công an tỉnh Quảng Ninh[41], hiện là Cục trưởng Cục C03
- Đại tá Nguyễn Hữu Sơn (11.2024 - nay), nguyên Trưởng phòng 9, Cục C03.
- Thượng tá Vũ Thanh Tùng